# Char 2C
Der Char 2C oder Char de Rupture (deutsch: Durchbruchpanzer) war ein französischer Panzer, der 1917 geplant, allerdings erst nach dem Ersten Weltkrieg gebaut wurde. Ab 1922 wurde er ausgeliefert und war lange Zeit das am besten gepanzerte Kampffahrzeug der Welt.
Er war mit einer 75-mm-Kanone und vier Maschinengewehren ausgerüstet. Ein Exemplar verfügte erprobungsweise statt der MG über eine 155-mm-Kanone. Mit 12 Metern Länge und 68 Tonnen Gewicht war er fast doppelt so lang und mehr als doppelt so schwer wie der deutsche A7V. Das hohe Gewicht war auf die enorme Größe und die Panzerung zurückzuführen. Mit den in sieben Treibstofftanks vorhandenen 1260 Litern Kraftstoff wurde eine Reichweite von 150 Kilometern erreicht.

## Geschichte
Zu Beginn des Zweiten Weltkriegs waren alle zehn von der Firma Forges et Chantiers de la Méditerranée gebauten Panzer einsatzbereit. Sie wurden in einem eigenen Panzerbataillon, dem 51. Bataillon de Chars de Combat, zusammengefasst. Die Panzer waren damals zwar bereits veraltet, langsam und leicht verwundbar, wurden aber immer noch für Propagandazwecke gebraucht. Dazu wurden sie nach historischen Provinzen Frankreichs benannt:
| Nummer | Name      |
| ------ | --------- |
| 90     | Poitou    |
| 91     | Provence  |
| 92     | Picardie  |
| 93     | Alsace    |
| 94     | Bretagne  |
| 95     | Touraine  |
| 96     | Anjou     |
| 97     | Normandie |
| 98     | Berry     |
| 99     | Champagne |

„Normandie“ wurde 1939 in „Lorraine“ umbenannt.

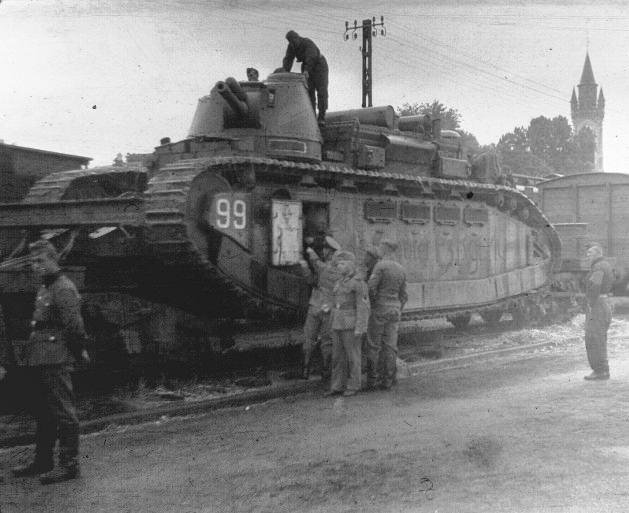
„Champagne“ als Beutepanzer, Sommer 1940

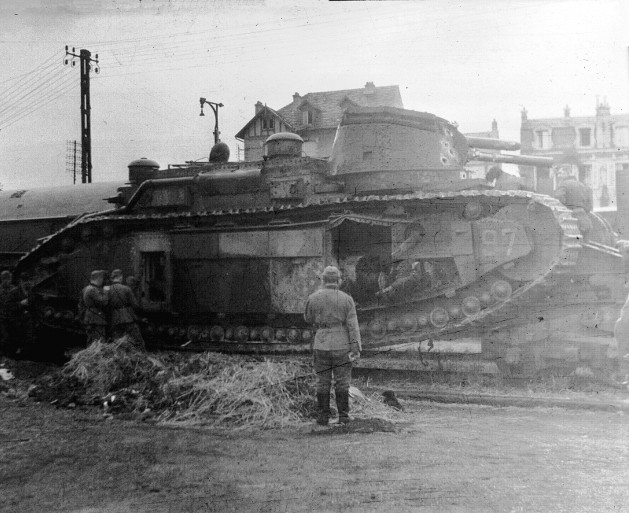
„Lorraine“ nach der Erbeutung durch die deutschen Truppen in Westfrankreich, Sommer 1940

Die Panzer wurden bewusst nicht im Kampf eingesetzt, sondern als unverwundbare „Superpanzer“ von der Propaganda verwendet. Nachdem das Deutsche Reich während des Westfeldzugs die französischen Linien durchbrochen hatte, fiel am 10. Juni 1940 die Entscheidung, die Char 2C nach Süden zu bringen. Der Transportzug wurde am 15. Juni 1940 von einem brennenden Zug aufgehalten und die Panzer mussten gesprengt werden, um sie den Deutschen nicht in die Hände fallen zu lassen. Die deutsche Propaganda sprach von einem Stuka-Angriff. Trotz der Sprengungen wurde ein Panzer, „Champagne“, mehr oder weniger funktionstüchtig erbeutet und nach Berlin gebracht.
Es existieren keine originalen Exemplare mehr.
Von den ursprünglich bestellten 300 Stück wurden nur 10 hergestellt.

## Varianten
1926 wurde „Champagne“ zum Char 2C bis umgewandelt, der statt der vier MG eine 155-mm-Haubitze erhielt. Dieser Umbau erfolgte nur testweise, bereits im selben Jahr wurde der Panzer wieder in den Originalzustand versetzt.
1939 wurde „Lorraine“ aufgerüstet, um den deutschen Panzerabwehrwaffen standzuhalten. Dafür wurde die Frontpanzerung auf 90 mm und die Seitenpanzerung auf 65 mm erhöht. Dies war die stärkste Panzerung zu dieser Zeit und machte „Lorraine“ mit einem Gewicht von 75 t zum schwersten Panzerkampfwagen, der jemals operativ eingesetzt wurde.